# Île Truls
En 1930, le baleinier norvégien Truls a observé dans l'Océan Indien (56° 07' S; 23 39' E) une élévation de 33 m de hauteur qui a été nommée Île Truls. Le Norvegia a fait la même observation en octobre de la même année.
Cette île fantôme n'a jamais été revue ; on peut donc supposer que le baleinier a confondu avec un iceberg.